# ناعومي باركر
ناعومي باركر فرالي (بالإنجليزية: Naomi Parker Fraley)‏ (26 أغسطس 1921 - 20 يناير 2018) مواطنة أمريكية كانت تمثل المرأة العاملة خلال الحرب العالمية الثانية إشتهرت بعد حملة روزي المبرشمة ولعملها في أحد المصانع قام أحد الرسامين برسم مصلق يمثل السيدة والتي أصبحت فيما بعد رمز ثقافي للمرأة العاملة في الولايات المتحدة في ملصق يدعى we can do it  نستطيع فعلها!.

## ملصق نستطيع فعلها!
يعود هذا الملصق للعام 1942 أي خلال سنوات الحرب العالمية الثانية، أما الملصق فهو لفتاة تبلغ من العمر 20 عامًا، تضع على شعرها رباط رأس أنيق بينما تعمل في مخرطة تابعة لإحدى المحطات الجوية الأمريكية اكتسبت الصورة شهرة، وقد ظهرت في الصحف والمجلات في جميع أنحاء الولايات المتحدة ولاحقًا ساهمت هذه الصورة في إلهام الفنان جي هوارد ميللر في تصميم ملصق دعائي خاص بالحرب العالمية الثانية عام 1943، وقد كان هدفه تحفيز النساء الأمريكيات للحصول على وظائف خلال فترة الحرب، للقيام بدورهن بمساعدة البلاد ولاحقًا أصبح هذا الملصق مرادفًا لـ “Rosie the Riveter” أو روزي اللحامة وهو رمز ثقافي للولايات المتحدة، يمثّل النساء الأمريكيات اللاتي يعملن في المصانع وأحواض بناء السفن خلال الحرب العالمية الثانية حين كن ينتجن الذخائر والإمدادات الحربية ولذلك أصبحت الحكومات تستخدم تلك الملصقات لتشجيع النساء على التطوع والعمل في المصانع زمن الحرب ولقد أُعيد نشر الملصق مرة أخرى في الثمانينات حيث لقي شهرة واسعة، وبعد كل هذه السنين شاهدت “جيرالدين هوف دويل” الفتاة التي تظهر في الملصق صورتها لأول مرة، حيث لم تعلم عنها من قبل وقد تذكرت أنها صورة ملتقطة لها خلال عملها في أحد مصانع الذخيرة خلال الحرب العالمية الثانية، وقد تم إعادة نشر الملصق لاحقًا بصيغة مختلفة “We Can Do It” أي “نستطيع فعلها”؛ كرمز للحركة النسائية ولقد ذاع صيت الملصق كثيرًا، وقد تم استخدامه في مجالات مختلفة بعيدة عن الحرب. فقد وضعت مجلة “Smithsonian” الصورة كغلاف للعدد في شهر آذار من عام 1994 لتدعو القارئ لقراءة المقال المميز عن أصحاب الملصق وقت الحرب. أما خدمة البريد في الولايات المتحدة الأمريكية فأنشأت طابعًا عام 1999 معتمدًا على نفس الصورة مع إضافة العبارة “النساء تدعم جهود الحرب” ولقد أصبحت الصورة معروفة على نطاق واسع جدًا، حتى على نطاق الاستخدام التجاري، وبذلك خرجت الصورة عن الهدف الأصلي الذي نُشرت لأجله خلال الحرب العالمية الثانية، حيث استخدم الشعار في تزيين القمصان، والوشوم، وفناجين القهوة ومغناطيس الثلاجة. كما أصبح رمزًا يُستخدم في المؤسسات والجمعيات والسياسة.

## وفاتها
توفيت يوم السبت الموافق 20 يناير 2018 في مدينة لونغفيو (واشنطن) بولاية واشنطن في الولايات المتحدة عن عمر يناهز 96 عاماً.